# Алкенові метатези

Схема реакції метатези олефіну — зміни груп забарвлені.

Алкенові метатези (або олефінові метатези) (англ. alkene metathesis) — перетворення алкенів, які полягають в обміні замісниками при подвійному зв'язку.
Алкенові метатези (або олефінові метатези) — це органічна реакція, що тягне за собою перерозподіл фрагментів алкенів (олефінів) шляхом розподілу та регенерації вуглець-вуглець подвійних зв'язків..